# Каменная Гора (Смоленская область)
Каменная Гора — деревня в Вяземском районе Смоленской области России. Входит в состав Новосельского сельского поселения. Население — 26 жителей (2007). 
Расположена в восточной части области в 0,5 км к востоку от Вязьмы, в 1 км южнее автодороги М1 «Беларусь». В 1 км северо-восточнее деревни расположена железнодорожная станция Зубаревка на линии Москва — Минск. 

## История
В годы Великой Отечественной войны деревня была оккупирована гитлеровскими войсками в октябре 1941 года, освобождена в марте 1943 года. 